# Vuelo 821 de Aeroflot
El vuelo 821 de Aeroflot-Nord era un vuelo nacional regular de pasajeros operado por Aeroflot-Nord en virtud de un acuerdo de servicio con Aeroflot y como filial suya. El 14 de septiembre de 2008, la aeronave que operaba el vuelo se estrelló durante la aproximación al Aeropuerto Internacional de Perm-Bolshoye Sávino a las 5:10 hora local (UTC+06). Los 82 pasajeros y 6 tripulantes fallecieron. Entre los pasajeros fallecidos se encontraba el coronel general ruso Gennady Troshev, asesor del presidente de Rusia y comandante del distrito militar del Cáucaso Norte (incluida Chechenia) durante la segunda guerra de Chechenia.Un tramo del Ferrocarril Transiberiano resultó dañado por el accidente. El vuelo 821 es el accidente más mortífero de un Boeing 737-500, superando al accidente del vuelo 733 de Asiana Airlines en 1993, y fue el segundo accidente de aviación más mortífero de 2008, después del vuelo 5022 de Spanair.
La causa principal del accidente fue la pérdida de orientación espacial de ambos pilotos debido a su inexperiencia con el indicador de actitud de tipo occidental de la aeronave. La falta de descanso adecuado, la mala gestión de los recursos de la tripulación y el consumo de alcohol por parte del capitán también contribuyeron al accidente.
Este desastre aéreo provocó que Aeroflot-Nord cambiara su nombre a Nordavia, a partir del 1 de diciembre de 2009, y posteriormente a SmartAvia en 2019.

## Descripción

### Aeronave
El avión accidentado fue encargado inicialmente por Braathens, pero nunca llegó a operarlo y se vendió rápidamente, poco después de su entrega, a Xiamen Airlines, que lo operó desde septiembre de 1992 hasta marzo de 1993. El 737 fue operado posteriormente por la propia China Southwest Airlines hasta su fusión con Air China, que lo operó desde 2003 hasta su almacenamiento en marzo de 2008, momento en el que fue devuelto a Pinewatch Limited. Aeroflot-Nord arrendó el avión y lo operó desde el 29 de mayo de 2008 hasta la pérdida del casco. Al momento del accidente, tenía 16 años y 1 mes.

### Tripulación
Según las primeras declaraciones de los representantes de Aeroflot-Nord, la tripulación fue descrita como muy experimentada y una de las mejores de la compañía. El capitán Rodion Mikhailovich Medvédev (ruso: Родион Михайлович Медведев; 34 años) tuvo un récord de vuelo de 3.689 horas (incluidas 1.190 horas en el Boeing 737), mientras que el primer oficial Rustem Rafailovich Allaberdin (Ruso: Рустем Рафаилович Аллабердин; 43 años) tenía 8.713 horas, aunque sólo 219 de ellas fueron en el Boeing 737. Más tarde se reveló que el récord de vuelo de Medvédev como capitán era de 452 horas junto con la poca experiencia de Allaberdin como piloto del Boeing 737. Durante la mayor parte de sus carreras, Medvédev y Allaberdin habían pilotado el Túpolev Tu-134 y el Antonov An-2, respectivamente. Gennady Kurzenkov, jefe del Servicio Estatal de Inspección de Aviación, declaró que la tripulación de vuelo presentó documentos falsificados a la aerolínea que demostraban haber aprobado cursos pre-vuelo.

## Accidente
El Boeing 737-505, matrícula VP-BKO, aeronave perteneciente a Aeroflot-Nord, filial de Aeroflot, pero que operaba como vuelo SU821 de Aeroflot, viajaba del Aeropuerto Internacional de Moscú-Sheremétievo a Perm (Rusia). El avión se estrelló contra una vía férrea al suroeste de Perm a las 5:10 a. m. hora local (13 de septiembre de 2008, 23:10 UTC).: 6 En el momento del accidente la zona estaba lluviosa (nubes continuas a 790 pies (241 m), lluvia ligera).
Según una entrevista concedida por el controlador aéreo poco después del desastre, la tripulación no respondió correctamente a las órdenes del ATC: tras la maniobra de aproximación frustrada, viró hacia el este en lugar de hacia el oeste. Sin embargo, la tripulación no reportó ninguna emergencia a bordo y confirmó todas las órdenes del ATC.A las 5:10 a. m. se perdió el contacto por radio con el avión cuando se estrelló en las afueras de Perm.
Aeroflot-Nord declaró oficialmente que: "El Boeing-737 transportaba 82 pasajeros a bordo, incluidos siete niños, y seis tripulantes. Todos los pasajeros y la tripulación fallecieron. Cuando el avión se disponía a aterrizar, perdió la comunicación a una altura de 3600 pies (1097 m) y los controladores aéreos perdieron la señal.El avión fue encontrado dentro de los límites de la ciudad de Perm, completamente destruido y en llamas. El investigador Vladimir Markin declaró que "había 82 pasajeros, un bebé y cinco tripulantes a bordo, y según información preliminar, todos fallecieron al caer el avión por un barranco cerca de los límites de la ciudad". Sin embargo, RIA Novosti informó que "era posible que tres personas que compraron un billete para el desafortunado vuelo 821 a Perm no subieran a bordo".
Se encontraron ambas grabadoras de vuelo y se decodificaron con éxito. La aerolínea declaró: «Se comprometió a pagar la indemnización completa del seguro obligatorio de accidentes, que ascendería a hasta 2 millones de rublos por víctima». El accidente dañó y paralizó un tramo del Ferrocarril Transiberiano; el tráfico ferroviario se desvió temporalmente a través de la estación de Chusovaya y se restableció la tarde del 14 de septiembre. Aeroflot-Nord alquiló el avión a Pinewatch Limited, con sede en Dublín, desde julio de 2008 hasta marzo de 2013.
Se informó que sus motores se incendiaron a una altitud de 3300 pies (1006 m). Los informes de testigos oculares indicaron que el avión estaba visiblemente en llamas antes de estrellarse y golpeó el suelo en un ángulo de 30 a 40 grados.Sin embargo, las nubes bajas (a 790 pies (241 m)) deben haber impedido que cualquier testigo viera el avión durante más de unos segundos y el informe fue posteriormente descartado por la investigación del accidente (ver a continuación).
El informe final de la investigación afirmó que "después del viraje de base, acercándose al curso de aterrizaje a 2000 pies (610 m) con el piloto automático y el acelerador automático desactivados, la aeronave comenzó a ascender hasta 4300 pies (1311 m), giró 360° sobre el ala izquierda y chocó contra el suelo".: 9 

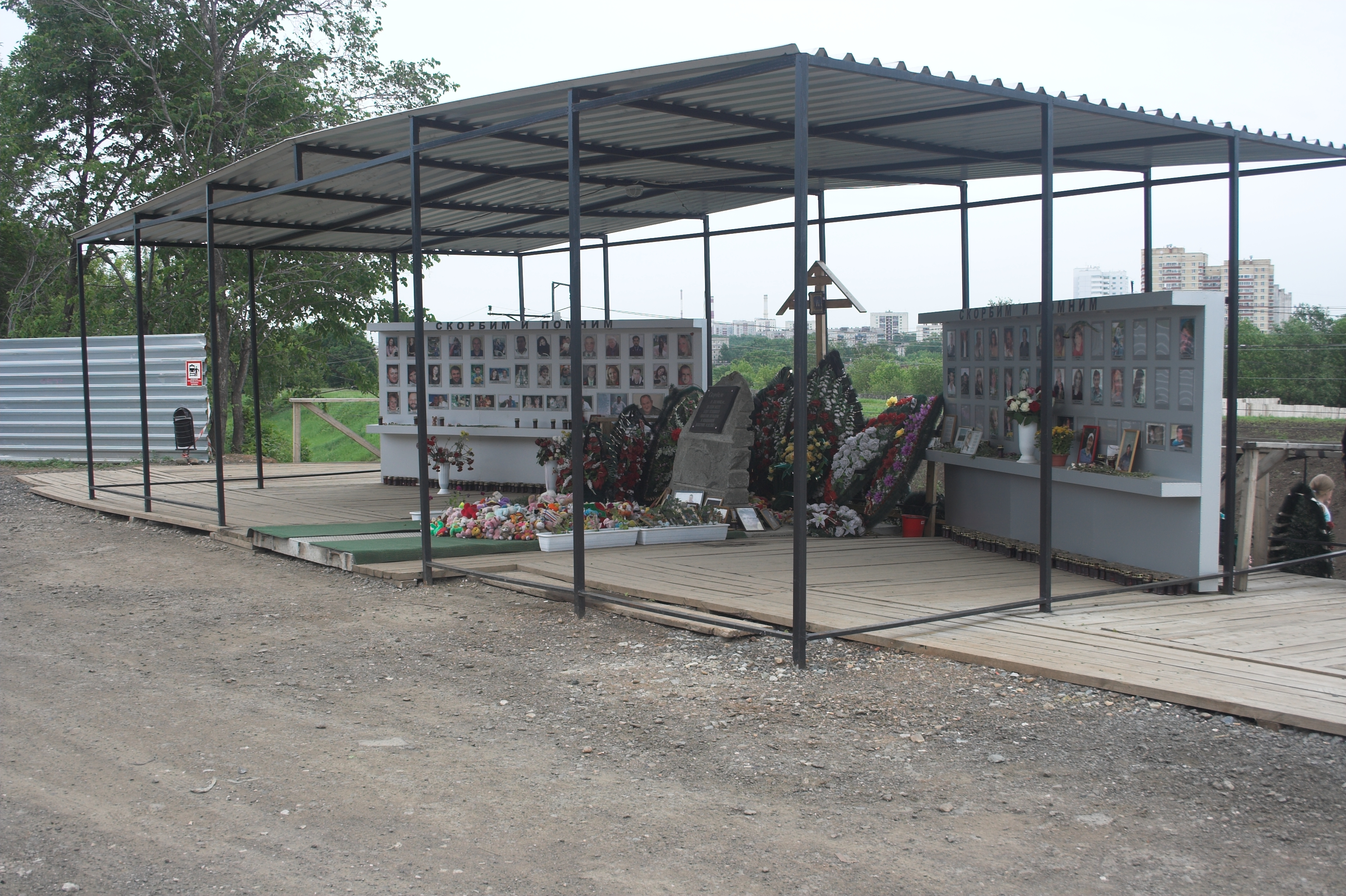
Monumento conmemorativo del vuelo 821

## Víctimas

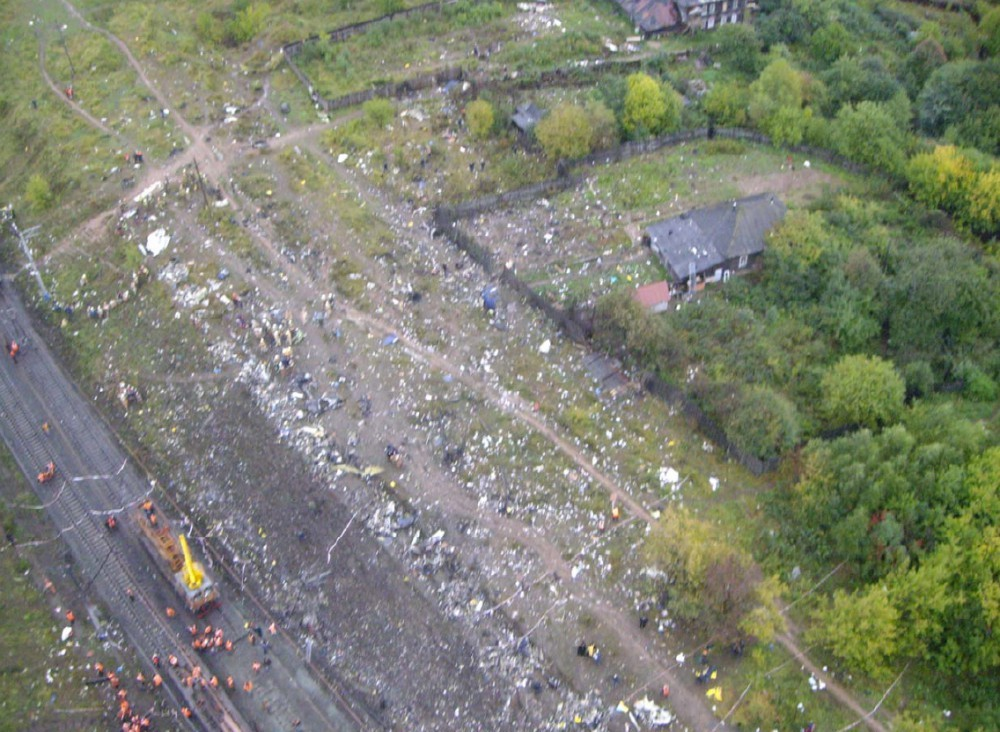
Visión aérea de la zona de impacto del Vuelo 821.

Listado del número total de víctimas mortales según el país de procedencia:
| Nacionalidad: 9 | Víctimas |
| --------------- | -------- |
| Rusia           | 66       |
| Azerbaiyán      | 8        |
| Ucrania         | 5        |
| Bielorrusia     | 1        |
| China           | 1        |
| Francia         | 2        |
| Alemania        | 1        |
| Italia          | 1        |
| Letonia         | 1        |
| Turquía         | 1        |
| Uzbekistán      | 1        |
| Total           | 88       |

### Muertes notables
- Gennady Troshev, coronel general del ejército ruso, excomandante del distrito militar del Cáucaso Norte (incluida Chechenia) durante la segunda guerra chechena y asesor del presidente de Rusia.[26]

## Investigación

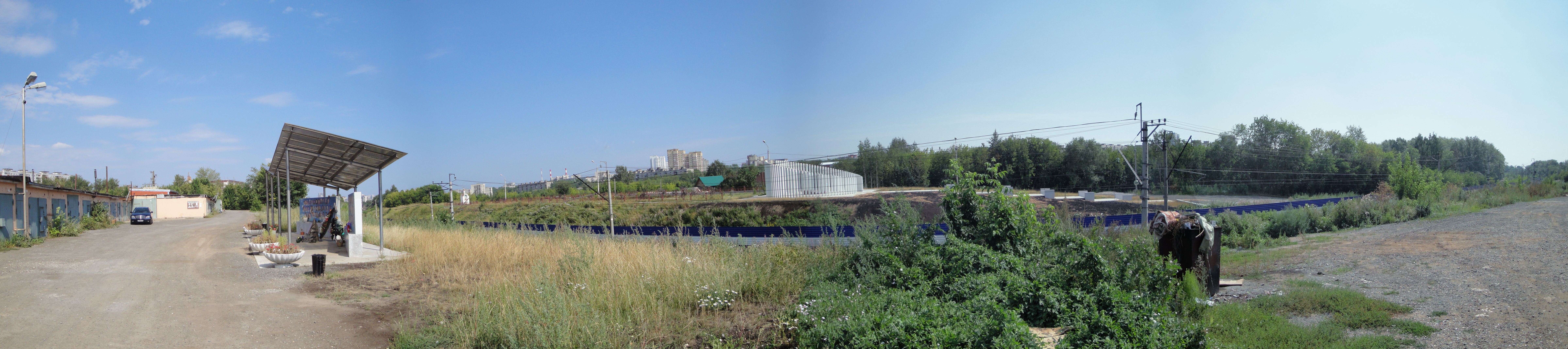
Panorama del lugar del accidente y del monumento conmemorativo

La Comisión de Investigación de Accidentes Aéreos de Rusia del Comité Interestatal de Aviación dirigió la investigación, con asistencia estadounidense de la Junta Nacional de Seguridad en el Transporte, la Administración Federal de Aviación y Boeing.Dado que la aeronave estaba matriculada en Bermudas, dicho gobierno estuvo representado por la Rama de Investigación de Accidentes Aéreos del Reino Unido, con dos inspectores superiores enviados para participar en virtud del Memorando de Acuerdo. El equipo de la AAIB contó con la asesoría de representantes del Departamento de Aviación Civil de Bermudas.Los motores se fabricaron en Francia, por lo que ese estado estuvo representado por la Oficina de Investigación y Análisis para la Seguridad de la Aviación Civil (BEA).
Según los datos de las grabadoras de vuelo, los motores no se incendiaron y continuaron funcionando hasta el impacto. Los últimos informes oficiales están publicados en ruso en el sitio web de la Comisión de Investigación de Accidentes Aéreos. Una traducción al inglés del informe final está disponible en el sitio web de la Rama de Investigación de Accidentes Aéreos del Reino Unido; la AAIB afirma que no se trata de una traducción oficial al inglés.
El informe final de la investigación indicó las siguientes razones del accidente:
- La causa inmediata del accidente fue la pérdida de orientación espacial de la tripulación, principalmente del capitán, quien pilotaba la aeronave durante el aterrizaje. El avión se inclinó hacia la izquierda, volcó y descendió rápidamente. La pérdida de orientación espacial se produjo durante la noche, mientras volaba entre nubes, con el piloto automático y el acelerador automático desactivados. La mala gestión de los recursos de la tripulación y la falta de formación en el uso de los indicadores de actitud occidentales contribuyeron al accidente. Los pilotos habían volado previamente Túpolev Tu-134 y Antonov An-2 con un indicador de actitud diferente (en el que el ángulo de inclinación se muestra mediante los movimientos del símbolo de la aeronave, y el fondo del indicador no gira ni a la izquierda ni a la derecha).
- Prácticas inadecuadas de Aeroflot-Nord en la gestión y operación del avión Boeing 737.
- El avión había volado durante mucho tiempo con un problema de aceleración. Los pilotos tenían una mayor carga de trabajo porque debían operar las palancas de aceleración de los motores izquierdo y derecho de forma independiente.
- El examen forense encontró alcohol en el tejido del capitán, y diferentes grupos de muestras sugirieron un nivel de alcohol en sangre de alrededor de 0,05% o alrededor de 0,11% vol.[11]: 67 [22]Tampoco descansó lo suficiente antes del vuelo.[11]

## Demanda
El 1 de octubre de 2008, la madre de una pasajera de 27 años que murió en el accidente demandó a Aeroflot y a la Compañía de Seguros Moskva por 7,7 millones de rublos (aproximadamente 300.000 dólares estadounidenses) en daños punitivos.

## Comunicaciones del ATC antes del accidente
Se publicó en línea una grabación de la conversación entre el ATC y el vuelo 821. Según el informe final de la investigación, el capitán, quien realizaba las comunicaciones, se encontraba en estado de ebriedad leve, como se puede escuchar en el audio.
Irek Birbov, el controlador aéreo de turno en el momento del accidente, declaró que, en la aproximación final, la aeronave se encontraba demasiado a la derecha del localizador. Aconsejó al capitán que cambiara de rumbo. Además, en lugar de descender para aterrizar, el avión ascendió.
El controlador solicitó al vuelo 821 que verificara la altitud: "Según mis datos, está ascendiendo. Confirme altitud actual 3000 pies (914 m)". La aeronave debería haber estado a una altitud de 2000 pies (610 m) en ese momento para descender otros 980 pies (299 m). El piloto respondió "Entendido, estamos descendiendo" e inició un ascenso a unos 1200 m, punto en el que ya no podía alcanzar la senda de planeo. El controlador le indicó al piloto que virara a la derecha y frustrara. El capitán reconoció pero no obedeció. En cambio, viró a la izquierda y pidió continuar su aproximación. El controlador preguntó si todo estaba bien con la tripulación; los pilotos confirmaron que sí.
El controlador insistió entonces en una maniobra de aproximación frustrada, indicándoles que cambiaran a otra frecuencia del ATC. Sin embargo, los pilotos no contactaron con el otro ATC y comenzaron a descender rápidamente. Cuando se encontraban a unos 2000 pies (610 m), el controlador avisó por radio al avión para que mantuviera esa altitud. En respuesta, la última transmisión de radio de los pilotos fue "¡Aaa (censurado)!". Un momento después, el controlador presenció una explosión.

## Filmografía
Este accidente fue presentado en la decimonovena temporada de la serie de televisión Mayday: catástrofes aéreas, titulado en Latinoamérica "Límites Letales", transmitido en National Geographic Channel.